# معقل الأساطير
معقل الأساطير (بالإنجليزية: Stronghold Legends) هي لعبة استراتيجية الوقت الحقيقي طورتها فايرفلاي ستوديوز ونشرتها تو كي جيمز في 2006 لمنصة مايكروسوفت ويندوز. وهي تتبع في السلسلة المعقل و‌المعقل 2.

## طريقة اللعب
على عكس ألعاب سلسلة المعقل السابقة، فإن معقل الأساطير تمنح اللاعب اختيار الحكام المختلفين بأنواع مختلفة من القوات (منهم الملك آرثر و‌فرسان المائدة المستديرة وكذلك الكونت فلاد الثالث و‌سيغورد). تتضمن الميزات الجديدة الأخرى اللعب الجماعي التعاوني ضد خصوم يتحكم بهم الحاسوب واختيار خيارات طريقة اللعب المختلفة للعب عبر الإنترنت مثل مباراة الموت وملك التل والحرب الاقتصادية وإمساك العلم.
كل فصيل جديد له مجموعات وحدات مميزة. معظم القوات التي تمتلك قدرات استثنائية، لا بد أن يُعاد شحنها بعد أن تُستَخدم. التنانين أيضًا متاحة لكل فصيل، لكن لها عمر محدد. كل الوحدات الخاصة الأخرى تبقى على الخريطة إلى أن تموت. في نمط القصة، ليس اللاعب ملزمًا بوحدات الفصيل الخاصة. على سبيل المثال، يمكن للملك آرثر الاستفادة من البرج الجليدي عوضًا عن المائدة المستديرة لأجل طريقة لعب متوازنة أكثر.
معقل الأساطير قد طُوِّرت باستخدام محرك رسوميات مشابه للعبة المعقل 2، حيث تظهر اللعبة بإعادة تنظيم صغير للعبة السابقة في المعاينة الأولى. مع ذلك، فإن تجربتها كشفت أن الرسوم قد تحسنت كثيرًا وقد أُضيفت موسيقى جديدة. المزيد من الوحدات أصبحت متاحة؛ وميزات كالجريمة قد أُزيلت كاملةً، وتغييرات طفيفة كهذه قد غيرت من تجربة اللعبة تغييرًا طفيفًا. وقد أُدرجت اللعبة في مجموعة ماسترترونيك للألعاب في المملكة المتحدة، دليلاً على شعبيتها.

## الحبكة
يوجد ثلاثة خطوط للقصة تحكي عن ثلاثة حكام وغزواتهم. كل خط من خطوط القصة له مستوى صعوبة في الحملة ولكن صعوبة اللعب يمكن تغييره بصورة مستقلة. كل حملة لها مجموعة خاصة من الأبطال والوحدات الخاصة التي تتوافق مع موضع الحملة. المباني الدفاعية ستتغير أيضًا حسب المستوى والحملة. الحملات كالآتي:
- الملك آثر (سهل): تحكي الحملة عن الملك آرثر ومستشاريه فرسان المائدة المستديرة. الساحر مرلين يصبح ضروريًا في أحيان كثيرة أثناء الحملة. أول ثلاث مهمات من الحملة لا بد تكتمل قبل اختيار أي خط قصة آخر. البيئة الموجودة في هذه القصة خصبة ونابضة بالحياة وبها الكثير من الأشجار.
- الجليد (متوسط): تحكي القصة عن سيغفريد (سيغورد) من زانتن وغزواته في الشمال المثلج. البيئة مغطاة كلها تقريبًا بالثلوج وكثيرًا ما تقطن التنانين في التلال حول الخريطة. هذه الحملة أخطر من سابقتها بسبب المخاطرات من الوحدات الخاصة وكذلك وجود عمالقة الصقيع خلال معظم الحملة. الوحدات الخاصة في هذه الحملة معظمها تتميز بقدرات الصقيع.
- الشر (صعب): تحكي قصة الكونت فلاد الثالث دراكول (فلاد المخوزق). البيئة في هذه الحملة هي أرض ميتة قد فسدت. هذه الحملة تتضمن وحدات خاصة متنوعة لفلاد ولكن القليل منها يظهر على جانب العدو. حملة فلاد مليئة بالتحديات بسبب الأعداد الضخمة لفرسان الأعداء وكذلك الرماحين بالإضافة إلى أن المتطلبات كثيرة جدًا حتى يتمكن اللاعب من بدء المستوى التالي. الوحدات الخاصة في هذه الحملة هي المستذئبين و‌الشياطين والعديد من الكائنات الفاسدة بالإضافة إلى معدات الحصار الجديدة.

## الاستقبال
| استقبال |        |
| --- | ------ |
| مجموع النقاط المجموع نقاط ميتاكريتيك 57/100 [ 4 ] نتائج المراجعة نشرة نقاط سي جي إم [ 5 ] يورو غيمر 6/10 [ 6 ] غيم سبوت 4.3/10 [ 7 ] غيم سباي [ 8 ] غيم زون 6.8/10 [ 9 ] آي جي إن 5.7/10 [ 10 ] بي سي غيمر (المملكة المتحدة) 72% [ 11 ] بي سي غيمر (الولايات المتحدة) 59% [ 12 ] فيديو غيمر.كوم 7/10 [ 2 ] إكس-بلاي [ 13 ] التايمز [ 14 ] |        |
| مجموع النقاط |        |
| المجموع | نقاط   |
| ميتاكريتيك | 57/100 |
| نتائج المراجعة |        |
| نشرة | نقاط   |
| سي جي إم | [ 5 ]  |
| يورو غيمر | 6/10   |
| غيم سبوت | 4.3/10 |
| غيم سباي | [ 8 ]  |
| غيم زون | 6.8/10 |
| آي جي إن | 5.7/10 |
| بي سي غيمر (المملكة المتحدة) | 72%    |
| بي سي غيمر (الولايات المتحدة) | 59%    |
| فيديو غيمر.كوم | 7/10   |
| إكس-بلاي | [ 13 ] |
| التايمز | [ 14 ] |

تلقت اللعبة مراجعات «متباينة» طبقًا لمجموع المراجعات على موقع ميتاكريتيك.

## وصلات خارجية
- معقل الأساطير على موبي غيمز